# Татищев, Пётр Алексеевич
Пётр Алексе́евич Тати́щев (1725 — 13 (25) марта 1810, Москва) — крупный деятель мартинистского движения, член новиковского литературного кружка.

## Биография
Представитель старшей линии рода Татищевых. Сын петербургского градоначальника Алексея Даниловича Татищева и его жены Настасьи-Марьи Нефедьевны, дочери казанского вице-губернатора Н. Н. Кудрявцева.
В 1744 году вступил в службу солдатом лейб-гвардии Преображенского полка. Вскоре был произведён в сержанты, в 1748 году в прапорщики, в 1751 году в подпоручики, в 1753 году в поручики, в 1758 году в капитан-поручики. В декабре 1761 года вышел в отставку по болезни с чином гвардии секунд-майора и поселился в Москве. 9 марта 1767 году в его доме у Красных Ворот происходили выборы предводителя дворянства Московского уезда и депутата от этого сословия и уезда в Комиссию для составления Нового уложения, а 19 апреля того же года — выборы депутатов от 5-й и 6-й частей Москвы. В 1779 году, после знакомства с И. Г. Шварцем, рекомендованным ему в качестве воспитателя для его сына Петра, вступил в масонство. Стал мастером московской ложи «Трёх знамён», в 1782 году мастером стула ложи «Гармония», а в 1783 году великим мастером всех русских масонов с титулом приора ордена «8 провинции» и с именем «Peter или Еques a signo triumphale», одновременно будучи префектом ложи «Коронованного знамени», или «Капитула Татищева». Его сын, Пётр Петрович, в 1770-х годах также стал масоном и в 1781 году вместе со своим воспитателем Шварцем ездил за границу для изучения «Системы строгого соблюдения», а по возвращении вошёл в капитул ордена «Восьмой провинции».
С 1782 году состоял одним из учредителей «Компании типографической» и «Дружеского учёного общества» при Московском университете. Учредил переводческую семинарию, приняв на себя расходы по содержанию 6 студентов и вспомоществованию в учении бывшим в университете семинаристам педагогической семинарии.
Умер Пётр Алексеевич Татищев в Москве в 1810 году в возрасте 85 лет. Похоронен он был, как и его жена, в Симоновом монастыре. Могила их возле Успенского собора исчезла при разрушении монастыря в конце 1920-х годов.

## Семья
Женат на Анастасии Парамоновне, урождённой Плещеевой (ум. 1769).
В браке родились:
- Пётр Петрович (1754—?) — премьер-майор, женат на Анне Георгиевне Гойнинген-Гюне, дочери майора голландской службы Георга Фридриха. Их единственная дочь Анастасия Петровна вышла замуж за князя Петра Михайловича Долгорукова;
- Анна Петровна (1759—?) — писательница-переводчица;
- Николай Петрович (1760—?);
- Елизавета Петровна (1764—1823) — с 1792 года была замужем за генерал-майором Николаем Александровичем Чирковым. Их дочь, Софья Николаевна, вышла замуж за Дениса Давыдова;
- Екатерина Петровна (1769—1821) — с 1799 года была замужем за генерал-майором Львом Николаевичем Энгельгардтом. Их дочь, Анастасия Львовна, с 1826 года супруга поэта Е. А. Баратынского.